# Даррен Бент
Да́ррен Ешлі Бент (англ. Darren Ashley Bent, 6 лютого 1984, Лондон) — англійський футболіст, нападник «Дербі Каунті». В минулому виступав за збірну Англії.

## Досягнення

### Клубні
- Володар кубка англійської ліги 2008.
- Фіналіст кубка англійської ліги: 2009.

### Індивідуальні
- Гравець року в «Чарльтон Атлетик»: 2006
- Володар «Бронзової бутси чемпіонату Англії»: 2010.